# Moscow Death Brigade
Moscow Death Brigade (MDB abreviado, ruso: Московская Бригада Смерти (МДБ) ) es una banda de Moscú, Rusia que toca una mezcla de hip-hop, punk rock y música electrónica. La música de la banda y su apariencia enmascarada enfatizan su postura contra la guerra, el racismo y cualquier tipo de discriminación. La banda no se considera una banda política y afirma que sus puntos de vista son simplemente "humanos".

## Historia
La banda fue fundada en 2007 y los miembros provienen de la escena hardcore punk. Todos los miembros tienen en común una afición por el hip-hop de los años 80/90 como los Beastie Boys, Cypress Hill o los Transplants y una actitud antifascista. Cambiaron a su estilo actual para conectar el rap agresivo con ritmos hardcore con guitarras pesadas, y un año después lanzaron una segunda demo homónima con tres canciones.
En 2014, el grupo lanzó su primer EP llamado Hoods Up, una referencia al nombre anterior de la banda, en el sello alemán Fire and Flames Music. El EP atrajo la atención de la escena punk de Europa y aseguró que la banda fuera conocida fuera de las fronteras de Rusia.
Después de extensas giras por Europa Central y del Este, incluyendo, entre otros, a Feine Sahne Fischfilet, se lanzó un EP dividido con la banda de hardcore antifascista rusa What We Feel llamado Here to Stay, seguido de otro lanzamiento dividido en Audiolith Records con las bandas Feine Sahne Fischfilet, Los fastidios y What We Feel. Este último fue un EP benéfico cuyas ganancias beneficiaron a las familias de los antifascistas rusos asesinados.
El 15 de febrero de 2015, un artículo de Indymedia en el período previo a una actuación en Berlín afirmó que las actitudes antifascistas de la banda eran solo de boquilla para el marketing. En cambio, el artículo afirmaba que la banda era sexista, homofóbica, chovinista y abogaba por un fuerte nacionalismo ruso. Cuatro días después, la banda publicó un comunicado en el que rechazaba enérgicamente las acusaciones. Ellos mismos expresaron, junto con la banda What We Feel que también se nombra en el artículo, que son "antifascistas contra nacionalistas y racistas de todas las tendencias". 
En mayo de 2017, la banda lanzó el sencillo Brother & Sisterhood y anunció un nuevo álbum y la continuación de su gira europea en otoño.
En febrero de 2018, Moscow Death Brigade lanzó su primer álbum de larga duración Boltcutter on Fire and Flames Music. Ampliando aún más su estilo musical, la banda produjo un disco completamente electrónico que combinaba estilos como Drum'n'Bass, EDM, Hardstyle, Dub y más. Los dos MC y DJ continuaron rapeando en cada pista con letras sobre la unidad, las giras, el grafiti, el activismo callejero y la lucha contra la discriminación. Tras el lanzamiento de Boltcutter, la banda se embarcó en una gira europea de dos partes tocando en más de 40 espectáculos principales en todo el continente y en el Reino Unido, además de aparecer en varios festivales comerciales y de bricolaje como Boomtown (Reino Unido) y With Full Force (Alemania). La banda también abrió varios espectáculos para Feine Sahne Fischfillet este año.
En 2019, Moscow Death Brigade firmó con la agencia de reservas alemana Destiny Tourbooking y se fue a tocar otra gira europea, regresando a Boomtown, tocando en Xtreme Fest (Francia) y abriendo para Madball en España.
El 10 de abril de 2020 se lanzó el álbum Bad Accent Anthems . Con él, la banda continuó experimentando con sonidos electrónicos, pero también volvió a ritmos más inspirados en el punk rock y el heavy metal, además de implementar guitarras eléctricas en algunas de las canciones rave.
La gira de lanzamiento del álbum de Bad Accent Anthems iba a ser la gira más grande de MDB hasta el momento, con más de 70 espectáculos y festivales planeados para Europa, el Reino Unido y la primera gira de la banda en los Estados Unidos. Se suponía que la banda actuaría en festivales de música famosos como Punkrock Bowling (Las Vegas), Roskilde (Dinamarca) y Exit fest (Serbia). Sin embargo, debido a la pandemia de COVID-19, toda la gira y todos los festivales se cancelaron y la mayoría de los espectáculos se trasladaron a 2021.

## Imagen
El grupo aparece enmascarado con pasamontañas. Las identidades de los dos raperos y el DJ aún se mantienen en secreto. Los miembros de la banda explican la elección de los pasamontañas de la siguiente manera: “Nuestras máscaras representan nuestras raíces y antecedentes, de dónde venimos y qué inspiró las opiniones y la filosofía de nuestra banda. Estas cosas incluyen la escena underground del grafiti y los movimientos sociales progresivos de bricolaje. Por lo general, en esos círculos, las personas evitan que sus rostros se publiquen en Internet por muchas razones. También siempre nos ha encantado la idea de los artistas enmascarados, desde Kiss hasta MF Doom. Usar una máscara nos permite volvernos uno con nuestra música y agrega un elemento de misterio a la leyenda de la banda”.
La propia banda se refiere a su música como "Circle Pit hip-hop" o "hardcore hip-hop". En sus videos musicales, el grupo a menudo se muestra rociando grafiti en trenes o casas. Las letras en ruso e inglés tratan sobre el antifascismo y son socio-críticas. Los temas incluyen "brutalidad policial, violencia, propaganda de los medios de comunicación, prejuicio social y reclutamiento". La banda se ve a sí misma como un colectivo para los amigos artistas, incluidos los organizadores de conciertos y los activistas políticos.

## Trabajo de caridad
Moscow Death Brigade es conocida por su actividad sin fines de lucro. En 2015, la banda participó en una compilación benéfica con las bandas Feine Sahne Fischfilet, Los Fastidios y What We Feel, cuyas ganancias beneficiaron a las familias de los antifascistas rusos asesinados.
A lo largo de 2018-2020, la banda trabajó con la Sisters foundation, una organización rusa independiente sin fines de lucro que ayuda a las víctimas de violencia doméstica y sexual. La banda recaudó más de 4000 € a través de su campaña No Means No, vendiendo camisetas que mostraban un cocodrilo mordiendo una mano (presumiblemente de un abusador).
En 2019, Moscow Death Brigade se asoció con True Rebel Store (Alemania/Suiza) para una campaña llamada "All for One", recaudando fondos para la organización alemana sin fines de lucro "Women in Exile" que ayuda a las mujeres refugiadas que sufren abuso y discriminación.
Después de lanzar Bad Accent Anthems, la banda se duplicó en el trabajo de caridad, participando en numerosas campañas sin fines de lucro a lo largo de 2020. En mayo de 2020, la banda lanzó una nueva canción Put Your Mask On, grabada y producida en la cuarentena de COVID-19, y todas las ganancias se destinaron a una organización rusa que ayuda a los ancianos necesitados. La banda se asoció con True Rebel una vez más para vender máscaras faciales protectoras y, según el sitio web de True Rebel y las cuentas de redes sociales de la banda, todas las ganancias se destinaron a una organización rusa sin fines de lucro Enjoyable Aging Foundation que ayuda a personas discapacitadas y ancianas; y por cada máscara vendida se entregó una a personas sin hogar en Alemania.
MDB también apareció en la camiseta de edición limitada de Destiny Tourbooking "I was not there tour 2020" junto a bandas como NOFX, Pennywise y Bad Religion . Según Destiny Tourbooking, el 50% de los beneficios de las ventas se destinaron a Médicos Sin Fronteras.
El 31 de mayo de 2020, MDB participó en un festival digital "Stay Home and Stay Antiracist" organizado por Kulturinitiative Mittel-Holstein con el objetivo principal del festival de recaudar fondos para varias iniciativas antirracistas en Europa.
En abril de 2022, comenzaron una campaña vendiendo camisetas para apoyar a "Taxi for solidarity", una " organización voluntaria que ayuda a los refugiados que huyen de Ucrania a Europa: proporcionando autobuses para llevar a los refugiados desde la frontera en Europa, brindándoles alimentos, artículos de primera necesidad ", donando 2.000 euros.

## Discografía
Álbumes
- 2014: Hoods Up
- 2018: Boltcutter (Fire and Flames Music)
- 2020: Bad Accent Anthems (Fire and Flames Music)

EP:
- 2007: Hoods Up 495 (autodistribución)
- 2008: Moscow Death Brigade (autodistribución)
- 2014: Hoods Up (Fire and Flames Music/Tape Or Die)
- 2015: Here To Stay (Fire and Flames Music/Core Tex Records/The Voice of the Street Records; with What We Feel)
- 2015: Ghettoblaster/ It's Us Remix EP 2015 (autodistribución)

Sencillos y vídeos:
- 2010: Герои
- 2010: Твои карты биты
- 2010: Армейская
- 2011: Till The End (con What We Feel)
- 2015: One For The Ski Mask
- 2015: Ghettoblaster
- 2015: It's Us
- 2015: Here To Stay (con What We Feel)
- 2015: Papers, Please!
- 2017: Brother & Sisterhood
- 2018: Boltcutter
- 2018: What We Do
- 2019: Throw Ya Canz
- 2020: Out The Basement

Compilación de contribuciones:
- 2011: Heroes on DrushbAntifa Fight Local Resist Global (True Rebel Records)
- 2015: One For The Ski Mask on United Worldwide (Audiolith/KOB Records/The Voice Of The Street Records)
- 2015: Here To Stay on Plastic X Bomb #91 (Plastic Bomb Records)
- 2015: Viking’s Life on Le Son De La Goupille: Refugees Welcome (Rap and Revenge)
- 2015: Anne Frank's Army on A Story Of Teeth And Flowers (In-house production)